# Queensrÿche
Queensrÿche (произносится [kwiːnzraɪk]) — американская прогрессив-метал-группа. Основана в 1981 году в городе Белвью, штат Вашингтон, находящемся недалеко от Сиэтла. Группа выпустила шестнадцать студийных альбомов и один мини-альбом.

## История

### От The Mob к Queensrÿche (начало восьмидесятых)
Начало Queensrÿche было положено в начале восьмидесятых, когда гитарист Майкл Вилтон и ударник Скотт Рокенфилд были членами группы Cross+Fire, игравшей кавер-версии песен популярных хэви-метал-групп, таких как Iron Maiden и Judas Priest. Затем в состав Cross+Fire вошли гитарист Крис ДеГармо и басист Эдди Джексон, после чего группа поменяла название на The Mob. Для участия в местном рок-фестивале в качестве вокалиста был приглашен Джефф Тейт. В то время Джефф Тейт входил в состав группы Babylon. После распада группы Babylon Джефф Тейт выступил несколько раз с The Mob, но затем ушёл, поскольку не был заинтересован в исполнении музыки стиля хэви-метал.
В 1981 году The Mob собрали достаточно денег и сделали демозапись. В качестве вокалиста снова участвовал Джефф Тэйт. Группа записала четыре песни — «Queen of the Reich», «Nightrider», «Blinded» и «The Lady Wore Black». Демозапись предлагалась разным звукозаписывающим компаниям, но нигде принята не была. Джефф Тейт оставался на тот момент в своей группе Myth.
По совету своего нового менеджера The Mob поменяли название на Queensrÿche (по названию первой песни демозаписи). Они были первой группой, поставившей умляут над буквой Y. Позже Джефф Тейт шутил, что «умляут преследовал нас годами. У нас ушло 11 лет, чтобы объяснить, как он произносится».
Широко распространившаяся демозапись получила восторженную рецензию журнала Kerrang!. В 1983 году на волне возникшего к ним интереса Queensrÿche выпустили на лейбле 206 Records свою демозапись в виде мини-альбома с одноимённым названием. Вдохновлённый успехом мини-альбома, Джефф Тейт согласился уйти из группы Myth и стать вокалистом Queensrÿche на постоянной основе. В том же году группа заключила контракт со звукозаписывающей компанией EMI, которая переиздала мини-альбом, завоевавший определённый успех и занявший 81 место в чартах журнала Billboard.

### АльбомыWarningиRage for Order(1984—1987)
После тура в поддержку мини-альбома, Queensrÿche отправляются в Лондон для записи своего первого полноразмерного альбома. Группа работает с продюсером Джеймсом Гатри (James Guthrie), который работал ранее с Pink Floyd и Judas Priest. Вышедший в сентябре 1984 года альбом The Warning содержал больше элементов прогрессив-метала, чем дебют группы. Он достиг 61 места в чарте альбомов журнала Billboard, то есть имел уверенный коммерческий успех. Хотя ни одна из песен c альбома Warning не попала в чарты в США, за границей, особенно в Японии, песня «Take Hold of the Flame» имела немалый успех. Первый полноразмерный концертный тур по США (в поддержку альбома) группа провела в качестве разогрева у группы Kiss в рамках их тура Animalize.
Альбом Rage for Order, вышедший в 1986 году, демонстрировал существенно более приглаженный образ и такой же звук группы. В нём присутствовали клавишные инструменты, столь же выступающие, как и гитары, а группа приняла образ, более свойственный командам направления глэм-рок или глэм-метал, нежели исполнителям хэви-метал. На песню «Gonna Get Close to You», написанную в 1984 году Лизой Далбелло (Dalbello), было снято видео. Песня под названием «Rage for Order» была записана и предназначалась для альбома, но туда не вошла. Основной рифф этой песни был переработан в инструментальный фрагмент, исполнявшийся на некоторых концертах тура в поддержку этого альбома, а затем был преобразован в трек «Anarchy-X», вошедший в альбом «Operation: Mindcrime».

### АльбомOperation: Mindcrimeи дальнейший успех (1988—1996)
В 1988 году Queensrÿche выпустили повествовательный концептуальный альбом Operation: Mindcrime, получивший признание у критиков, а также закрепивший коммерческий успех. Сюжет альбома касается судьбы наркомана Никки, втянутого в совершение террористических актов в целях некого подпольного движения; Никки причиняют страдания его неуместная преданность этому движению и любовь к проститутке, ставшей монахиней (Мэри, вокальная партия — Памела Мур). Альбом Operation: Mindcrime часто отмечается критиками как стоящий в ряду известных концептуальных альбомов, таких как The Wall группы Pink Floyd и Tommy группы The Who. Большую часть 1988 и 1989 годов группа провела в концертных турах с несколькими другими группами, в том числе Guns'n'Roses и Metallica.
Выход в 1990 году альбома Empire вывел группу на пик её коммерческого успеха. Альбом занял место номер 7 в чарте журнала Billboard и был продан в США в количестве 3 миллионов копий, что больше, чем четыре предыдущих альбома вместе взятые (а также достиг серебряного статуса в Великобритании). Баллада Silent Lucidity, записанная с оркестром, стала первой песней группы, попавшей в Top 10. Хотя группа сохранила социально-ответственную тематику текстов (касающуюся, например, контроля над распространением оружия и охраны окружающей среды), аранжировки песен в альбоме Empire были более прямолинейны, чем во всех остальных, выпущенных группой ранее.
Последовавший тур «Building Empires» был первым, в котором группа выступала как основная (до того группа возглавляла только тур по Японии в поддержку альбома Operation: Mindcrime и различные клубные и театральные шоу в США между 1984 и 1988 годами). Группа использовала статус ведущей для представления альбома Operation: Mindcrime в его полном объёме, а также песен из альбома Empire. Тур продолжался 18 месяцев, дольше чем любой из предыдущих и последующих.
После перерыва, вызванного личными делами участников коллектива, в октябре 1994 года группа выпустила альбом Promised Land (Сопутствующий CD-ROM с игрой и другими интерактивными материалами по мотивам альбома вышел в марте 1996 года). Это был мрачный и сугубо личностный альбом, отражающий душевное состояние участников коллектива на тот момент времени. Хотя альбом сразу занял третье место в чартах и получил платиновый статус, он не повторил судьбу альбома Empire. Как и у многих других коллективов, играющих хэви-метал и хард-рок, коммерческий успех Queensrÿche пошёл на убыль, когда стала расти популярность музыки стиля гранж и альтернативного рока.

### Глобальные перемены (1997—1998 годы)
В марте 1997 года Queensrÿche выпустили шестой полноразмерный студийный альбом Hear in the Now Frontier, неоднозначно принятый критиками и поклонниками. Альбом дебютировал как номер 19, но быстро вылетел из чартов. Звук и стилистика альбома были существенно упрощены или даже урезаны по сравнению со всем, выпускавшимся группой ранее, при этом можно было однозначно отметить сильное влияние музыки стиля гранж. Несмотря на такую реакцию, композиции Sign of the Times и You достаточно часто появлялись в радиоэфире.
Помимо разочаровывающих результатов продаж альбома, группу преследовали неудачи во время последовавшего тура поддержки. Менее чем через месяц после начала тура Hear in the Now Frontier Джефф Тейт серьёзно заболел и группа была в первый раз вынуждена отменить концерты. Ещё большим ударом стало банкротство звукозаписывающей компании группы, EMI America Records, произошедшее в то же время. Участники Queensrÿche были вынуждены использовать собственные средства для завершения тура, который продлился ещё 2 месяца и закончился в августе. В декабре группа отыграла также несколько концертов в Южной Америке в рамках обязательств по контракту, после чего один её из основателей, Крис ДеГармо, объявил о своём уходе из коллектива.
Хотя причины ухода Криса ДеГармо нигде официально не публиковались, участники группы упоминали усталость и желание реализовать интересы вне Queensrÿche. После своего ухода Крис ДеГармо записывался и концертировал с Джерри Кантреллом (Jerry Cantrell), а также участвовал в короткоживущем проекте Spys4Darwin, выпустившем в 2001 году один мини-альбом. В настоящее время Крис ДеГармо является пилотом коммерческих авиалиний.

### После ухода ДеГармо (1998 — 2012)
Криса ДеГармо заменил гитарист и продюсер Келли Грэй (Kelly Gray). Знакомство Грэя с Queensrÿche состоялось в ранних восьмидесятых, когда он был гитаристом Myth, предыдущей группы Джеффа Тейта. Также, в качестве продюсера Грэй работал ранее с группами Dokken и Candlebox. Первым альбомом Queensrÿche, продюсированным Грэем, был Q2K, вышедший в 1999 году. Это был первый альбом, вышедший при содействии их новой звукозаписывающей компании Atlantic Records. В музыкальном плане альбом Q2K имел элементы стиля прогрессив-метал, свойственные прошлому группы, но характеризовался тем же урезанным звуком, что и Hear in the Now Frontier. Грэй не был принят поклонниками коллектива, которые чувствовали, что его несколько блюзовая манера игры не подходит Queensrÿche. Уменьшающаяся популярность привела к тому, что группа выступала больше в клубах, нежели на больших аренах и в открытых амфитеатрах.
После выпуска сборника хитов группы в 2000 году Queensrÿche отправились в ещё один концертный тур, на этот раз в поддержку вновь собравшейся группы Iron Maiden. Это позволило группе впервые выступить на площадке Madison Square Garden. В 2001 году по причине недостаточности поддержки, оказываемой группе звукозаписывающей компанией Atlantic Records, Queensrÿche перешли на Sanctuary Records. В июле этого же года группа дала несколько концертов на площадке Moore Theater, в Сиэтле, штат Вашингтон. Эти концерты были записаны и вышли в сентябре 2001 года в виде альбома Live Evolution, ставшего вторым живым альбомом группы. Немногим позже группу покинул Келли Грэй.
Весной 2003 года в составе четырёх человек группа начала запись восьмого полноразмерного альбома. В апреле было заявлено, что к ним присоединился Крис ДеГармо, однако его будущий статус в составе группы не был ясен. В июле был выпущен альбом Tribe, ставший первым и единственным на студии Sanctuary Records. Крис ДеГармо, принявший участие в записи альбома и сочинении четырёх песен для него, не присоединился официально к группе и не принял участие в туре поддержки.
Официальной заменой Келли Грэя стал Майк Стоун (Mike Stone), который участвовал в туре Tribe качестве второго гитариста. В июне 2003 года Queensrÿche приняли участие в совместном туре с ещё одной популярной прогрессив-метал-группой Dream Theater. Группы чередовали открытие и закрытие концертов, и заканчивали шоу совместным исполнением некоторых композиций. В качестве особого гостя присутствовала группа Fates Warning.
Помимо этого в 2003-м произошло переиздание всех предыдущих студийных альбомов группы плюс Operation: Livecrime. Переиздания были снабжены бонус-треками, в которые входили как живые исполнения песен, так и песни, ранее не издававшиеся на альбомах.
В июле 2004 года Queensrÿche поделились своими планами по записи продолжения альбома 1988 года Operation: Mindcrime. Чтобы подогреть интерес поклонников к его выходу, осенью 2004 года группа отправилась в тур An Evening With Queensrÿche. Концерты начинались укороченной версией сборника хитов группы, и продолжались постановкой Operation: Mindcrime с участием актёров и демонстрацией видео; Памела Мур исполняла роль Сестры Мэри. После окончания концерта группа исполняла на бис уже записанную к тому времени композицию «Hostage», которая вошла в последующий альбом. Второй этап тура стартовал в начале 2005 года. Перед началом третьего этапа осенью 2005 года группа успела провести совместный с Judas Priest тур по Северной Америке, в рамках которого исполняла часовую подборку своих старых работ, а также предназначенную для следующего альбома композицию «I’m American».
Альбом Operation: Mindcrime II вышел 31 марта 2006 года, и явился продолжением Operation: Mindcrime. По сюжету, Никки отсидел 18 лет за убийство Сестры Мэри, хотя ему не удаётся вспомнить, убивал он её или нет. Освободившись, он решает раз и навсегда покончить с человеком, который сыграл в его судьбе роковую роль — доктором Икс (Dr. X). Выход состоялся на новой для Queensrÿche звукозаписывающей студии Rhino Entertainment, на которую они перешли в 2005 году. Партию доктора Икс исполнил Ронни Джеймс Дио. Альбом стартовал как номер 14 в чартах, что было высшей с 1997 года позицией для Queensrÿche. В туре поддержки альбома участвовала также Памела Мур в роли Сестры Мэри. В ходе тура целиком исполнялись альбомы Mindcrime. Ронни Джеймс Дио принял участие в концерте на площадке Gibson Amphitheatre города Universal City в Калифорнии, чтобы исполнить вокальную партию доктора Икс в песне «The Chase», а в остальных шоу эта партия демонстрировалась на видеоэкранах. Концерт в Moore Theater был записан на двойной CD и DVD и выпущен в 2007-м году. Он получил название Mindcrime At The Moore. Некоторые композиции на концерте были исполнены иначе, чем в студии, помимо этого, на концерте была раскрыта тайна смерти сестры Мэри. В том же 2007-м группа выпустила очередной сборник своих хитов: Sign of the Times — The Best of Queensrÿche. Издание в дигипаке комплектовалось бонусным диском, содержащим ранние демоверсии Queensrÿche, один трек группы The Mob, бонус-треки с ремастированной дискографии Queensrÿche и новую песню Justified с Крисом ДеГармо на гитаре.
В 2007-м также вышел альбом каверов Take Cover.
Свой двенадцатый студийный альбом Dedicated To Chaos Queensrÿche выпустили 28 июня 2011 года в Северной Америке на лейбле Loud & Proud, подразделении Roadrunner Records, специализирующемся на раскрученных артистах. Диск был записан в родном городе группы и спродюсирован Келли Грэйем.

### Уход Тейта (2012)
В июне 2012 года Джефф Тейт покинул группу из-за творческих разногласий. Его заменил Тодд Ла Торре, до этого выступавший в составе Crimson Glory. 12 июня, Тейт и его жена подали иск в суд против своих бывших коллег, утверждая, что он был незаконно уволен из группы. 13 июля 2012 года суд  постановил, что обе стороны могут использовать бренд Queensrÿche до апреля 2014 года либо до нового судебного решения или урегулирования сторонами путём переговоров. В результате некоторое время существовали два Queensrÿche — текущий состав с фронтменом ла Торре, и группа Тейта.
С 28 апреля 2014 года согласно достигнутым в ходе переговоров соглашениям Тейт потерял все права на название Queensrÿche, кроме исполнения альбомов Operation: Mindcrime и Operation: Mindcrime II во всей их полноте. Он больше не будет иметь прав на использование логотипа TriRyche или любых других изображений альбома, кроме релизов двух упомянутых альбомов дилогии Mindcrime и в течение двух последующих лет может называть себя применительно к группе исключительно как «оригинальный солист Queensrÿche». После истечения этого двухлетнего переходного периода он может представлять себя на публике только как «Джефф Тейт» без упоминания о Queensrÿche вообще.

## Состав
| Нынешний состав - Тодд Ла Торре — вокал (2012—наши дни) - Паркер Лундгрен — соло, ритм и акустическая гитара, бэк-вокал (2009—наши дни) - Майкл Уилтон — соло, ритм и акустическая гитара, бэк-вокал (1982—наши дни) - Эдди Джексон — бас-гитара, бэк-вокал (1982—наши дни) - Скотт Рокенфилд — ударные, перкуссия, клавишные, оркестровки (1982—наши дни) | Бывшие участники - Джефф Тейт — вокал, клавишные, саксофон (1982—2012) - Крис ДеГармо — соло, ритм и акустическая гитара, бэк-вокал (1982—1997) - Келли Грэй — соло, ритм и акустическая гитара, бэк-вокал (1997—2002) - Майк Стоун — соло, ритм и акустическая гитара, бэк-вокал (2002—2009) |

## Дискография
- Queensrÿche — 1983
- The Warning — 1984
- Rage for Order — 1986
- Operation: Mindcrime — 1988
- Empire — 1990
- Promised Land — 1994
- Hear in the Now Frontier — 1997
- Q2K — 1999
- Tribe — 2003
- Operation: Mindcrime II — 2006
- Take Cover — 2007
- American Soldier — 2009
- Dedicated to Chaos — 2011
- Frequency Unknown — 2013
- Queensrÿche — 2013
- Condition Hüman — 2015
- The Verdict — 2019
- Digital Noise Alliance — 2022